# Misak Terzibasiyan

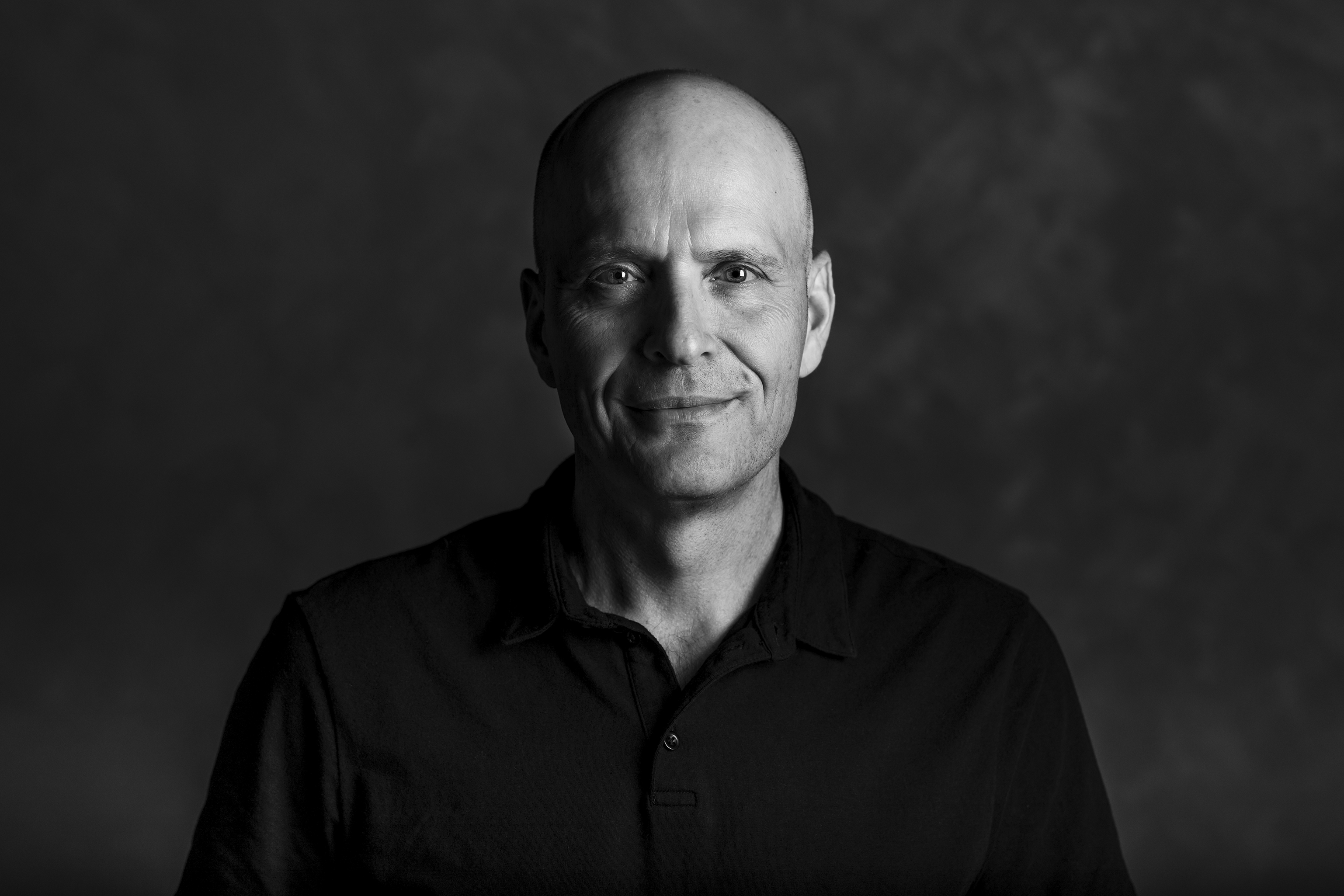

Misak Terzibasiyan (Helsinki, 1964) is een Nederlandse architect van Armeens-Finse afkomst.

## Biografie
De moeder van Terzibasiyan, Vappu Viuha, is van Finse afkomst; zijn vader, de textielontwerper Edward Terzibasiyan, had een Armeense afkomst. Misak Terzibasiyan studeerde van 1985 tot 1991 aan de Technische Universiteit Eindhoven met als afstudeerrichting Architectuur, Stedenbouwkundig ontwerpen en Afbouwtechniek. In de periode 1991 tot 1994 was hij werkzaam als architect in Keulen. Vanaf 1994 tot 2003 werkte hij als architect bij verschillende bureaus in Nederland. In 2003 richtte Terzibasiyan zijn eigen architectenbureau op in Eindhoven. Hij is welstandscommissie-lid in verschillende gemeentes en hij publiceert regelmatig op de website van de Architect.

## Prijzen en nominaties
Terzibasiyan won vanaf 2003 verschillende nationale en internationale prijzen en nominaties, waaronder de eerste prijs voor de Brede school in Bocholt, de Edu Build Award 2011, de German Design Award 2014 met Split-View, de Dirk Roosenberg Prijs 2015 met ’t Hofke, de Victor de Stuersprijs in 2017 met IKC de Geluksvogel, de American Architecture Prize 2016 in de categorie “Education”, van Modern Collective Living en BB Green Award 2017 in China, tweede prijs voor World Architecture & Design Awards 2019 met IKC de Geluksvogel.